# Wallkill (hrabstwo Orange)
Wallkill – miasto w Stanach Zjednoczonych, w stanie Nowy Jork, w hrabstwie Orange.